# Cook Out 400 (Martinsville)
La Cook Out 400 è una gara automobilistica appartenente alle NASCAR Cup Series che si tiene presso il Martinsville Speedway di Ridgeway, in Virginia (Stati Uniti).
È una delle due gare che si disputano ogni anno sul circuito di Ridgeway; la Cook Out 400 si disputa in primavera, mentre la seconda fa invece parte dei playoff NASCAR e prende il nome di Xfinity 500.
Una caratteristica particolare di questa gara è che (a partire dal 1964) il vincitore non riceve una tradizionale coppa o trofeo, bensì un orologio a torre.

## Storia
La gara nasce nel 1950 e fino al 1955 non riceve un nome ufficiale. Successivamente, fino al 1981, assume il nome di "Virginia 500".
L'era delle sponsorizzazioni della gara comincia nel 1982 per poi proseguire fino ai giorni nostri. Più di recente è la Goody's Powder ad aver stretto una forte relazione con l'evento: già main sponsor tra il 1983 e il 1995 della gara autunnale sul circuito di Martinsville, ritorna a legarsi a questo circuito tra il 1996 e il 2000, per poi ritornare nel 2007. Tra il 2013 e il 2019 la gara 400 si lega alla STP (legata a sua volta alla leggenda NASCAR Richard Petty). Dopo la breve sponsorizzazione della NOCO per il 2023, nel 2024 viene annunciata la sponsorizzazione con la Cook Out.
Nel 2022 si è deciso di ridurre la durata di questa gara 400, dopo che fin dalle origini si è sempre corsa sulla distanza dei 500 giri.

## Albo d'oro
Fonti: Racing Reference; Jayski's Silly Season Site
| Anno | Data         | N°  | Pilota           | Scuderia                    | Produttore | Distanza | Distanza | Tempo   | Media  | Resoconto |
| Anno | Data         | N°  | Pilota           | Scuderia                    | Produttore | Giri     | Miglia   | Tempo   | Media  | Resoconto |
| ---- | ------------ | --- | ---------------- | --------------------------- | ---------- | -------- | -------- | ------- | ------ | --------- |
| 1950 | 21 maggio    | 41  | Curtis Turner    | John Eanes                  | Oldsmobile | 150      | 75       | nd      | nd     | Resoconto |
| 1951 | 6 maggio     | 41  | Curtis Turner    | John Eanes                  | Oldsmobile | 200      | 100      | nd      | nd     | Resoconto |
| 1952 | 6 aprile     | 120 | Dick Rathmann    | Walt Chapman                | Hudson     | 200      | 100      | 2:19:59 | 42.862 | Resoconto |
| 1953 | 17 maggio    | 42  | Lee Petty        | Petty Enterprises           | Dodge      | 200      | 100      | nd      | nd     | Resoconto |
| 1954 | 16 maggio    | 87  | Jim Paschal      | Bob Griffin                 | Oldsmobile | 200      | 100      | 2:10:04 | 46.130 | Resoconto |
| 1955 | 15 maggio    | 300 | Tim Flock        | Carl Kiekhaefer             | Chrysler   | 200      | 100      | 1:54:10 | 52.555 | Resoconto |
| 1956 | 20 maggio    | 502 | Buck Baker       | Carl Kiekhaefer             | Dodge      | 500      | 250      | 4:06:07 | 60.947 | Resoconto |
| 1957 | 19 maggio    | 87  | Buck Baker       | Hugh Babb                   | Chevrolet  | 441      | 220.5    | 3:50:49 | 57.318 | Resoconto |
| 1958 | 20 aprile    | 4   | Bob Welborn      | Julian Petty                | Chevrolet  | 500      | 250      | 4:05:27 | 66.007 | Resoconto |
| 1959 | 3 maggio     | 42  | Lee Petty        | Petty Enterprises           | Oldsmobile | 500      | 250      | 4:12:03 | 59.512 | Resoconto |
| 1960 | 10 aprile    | 43  | Richard Petty    | Petty Enterprises           | Plymouth   | 500      | 250      | 3:54:35 | 63.943 | Resoconto |
| 1961 | 9 aprile     | 28  | Fred Lorenzen    | Holman-Moody                | Ford       | 149      | 74.5     | 1:05:23 | 68.366 | Resoconto |
| 1961 | 30 aprile    | 27  | Junior Johnson   | Rex Lovette                 | Pontiac    | 500      | 250      | 3:46:19 | 66.278 | Resoconto |
| 1962 | 22 aprile    | 43  | Richard Petty    | Petty Enterprises           | Plymouth   | 500      | 250      | 3:45:49 | 66.425 | Resoconto |
| 1963 | 21 aprile    | 43  | Richard Petty    | Petty Enterprises           | Plymouth   | 500      | 250      | 3:51:24 | 64.823 | Resoconto |
| 1964 | 26 aprile    | 28  | Fred Lorenzen    | Holman-Moody                | Ford       | 500      | 250      | 3:33:59 | 70.098 | Resoconto |
| 1965 | 25 aprile    | 28  | Fred Lorenzen    | Holman-Moody                | Ford       | 500      | 250      | 3:44:40 | 66.765 | Resoconto |
| 1966 | 24 aprile    | 14  | Jim Paschal      | Frieden Enterprises         | Plymouth   | 500      | 250      | 3:36:54 | 69.156 | Resoconto |
| 1967 | 23 aprile    | 43  | Richard Petty    | Petty Enterprises           | Plymouth   | 500      | 250      | 3:42:24 | 67.446 | Resoconto |
| 1968 | 28 aprile    | 21  | Cale Yarborough  | Wood Brothers Racing        | Mercury    | 500      | 250      | 3:44:56 | 66.686 | Resoconto |
| 1969 | 27 aprile    | 43  | Richard Petty    | Petty Enterprises           | Plymouth   | 500      | 250      | 3:52:54 | 64.405 | Resoconto |
| 1970 | 31 maggio    | 71  | Bobby Isaac      | Nord Krauskopf              | Dodge      | 377      | 197.9    | 2:53:20 | 68.584 | Resoconto |
| 1971 | 25 aprile    | 43  | Richard Petty    | Petty Enterprises           | Plymouth   | 500      | 262.5    | 3:22:41 | 77.707 | Resoconto |
| 1972 | 30 aprile    | 43  | Richard Petty    | Petty Enterprises           | Plymouth   | 500      | 262.5    | 3:37:00 | 72.657 | Resoconto |
| 1973 | 29 aprile    | 21  | David Pearson    | Wood Brothers Racing        | Mercury    | 500      | 262.5    | 3:44:26 | 70.251 | Resoconto |
| 1974 | 28 aprile    | 11  | Cale Yarborough  | Richard Howard              | Chevrolet  | 450      | 236.25   | 3:22:41 | 70.427 | Resoconto |
| 1975 | 27 aprile    | 43  | Richard Petty    | Petty Enterprises           | Dodge      | 500      | 262.5    | 3:47:15 | 69.282 | Resoconto |
| 1976 | 25 aprile    | 88  | Darrell Waltrip  | DiGard Motorsports          | Chevrolet  | 500      | 262.5    | 3:39:43 | 71.759 | Resoconto |
| 1977 | 24 aprile    | 11  | Cale Yarborough  | Junior Johnson & Associates | Chevrolet  | 384      | 201.6    | 2:36:26 | 77.405 | Resoconto |
| 1978 | 23 aprile    | 88  | Darrell Waltrip  | DiGard Motorsports          | Chevrolet  | 500      | 262.5    | 3:22:00 | 77.971 | Resoconto |
| 1979 | 22 aprile    | 43  | Richard Petty    | Petty Enterprises           | Chevrolet  | 500      | 262.5    | 3:25:43 | 76.562 | Resoconto |
| 1980 | 27 aprile    | 88  | Darrell Waltrip  | DiGard Motorsports          | Chevrolet  | 500      | 262.5    | 3:48:06 | 69.049 | Resoconto |
| 1981 | 26 aprile    | 5   | Morgan Shepherd  | Cliff Stewart               | Pontiac    | 500      | 262.5    | 3:30:10 | 75.019 | Resoconto |
| 1982 | 25 aprile    | 33  | Harry Gant       | Mach 1 Racing               | Buick      | 500      | 262.5    | 3:30:01 | 75.073 | Resoconto |
| 1983 | 24 aprile    | 11  | Darrell Waltrip  | Junior Johnson & Associates | Chevrolet  | 500      | 262.5    | 3:57:14 | 66.460 | Resoconto |
| 1984 | 29 aprile    | 5   | Geoffrey Bodine  | All-Star Racing             | Chevrolet  | 500      | 263      | 3:35:23 | 73.264 | Resoconto |
| 1985 | 28 aprile    | 33  | Harry Gant       | Mach 1 Racing               | Chevrolet  | 500      | 263      | 3:16:06 | 73.022 | Resoconto |
| 1986 | 27 aprile    | 15  | Ricky Rudd       | Bud Moore Engineering       | Ford       | 500      | 263      | 3:25:15 | 76.882 | Resoconto |
| 1987 | 26 aprile    | 3   | Dale Earnhardt   | Richard Childress Racing    | Chevrolet  | 500      | 263      | 3:36:44 | 72.808 | Resoconto |
| 1988 | 24 aprile    | 3   | Dale Earnhardt   | Richard Childress Racing    | Chevrolet  | 500      | 263      | 3:31:08 | 74.74  | Resoconto |
| 1989 | 23 aprile    | 17  | Darrell Waltrip  | Hendrick Motorsports        | Chevrolet  | 500      | 263      | 3:19:41 | 79.025 | Resoconto |
| 1990 | 29 aprile    | 11  | Geoffrey Bodine  | Junior Johnson & Associates | Ford       | 500      | 263      | 3:23:49 | 77.423 | Resoconto |
| 1991 | 28 aprile    | 3   | Dale Earnhardt   | Richard Childress Racing    | Chevrolet  | 500      | 263      | 3:26:41 | 75.139 | Resoconto |
| 1992 | 26 aprile    | 6   | Mark Martin      | Roush Racing                | Ford       | 500      | 263      | 3:22:05 | 78.086 | Resoconto |
| 1993 | 25 aprile    | 2   | Rusty Wallace    | Penske Racing               | Pontiac    | 500      | 263      | 3:18:33 | 79.078 | Resoconto |
| 1994 | 24 aprile    | 2   | Rusty Wallace    | Penske Racing               | Ford       | 500      | 263      | 3:25:43 | 76.700 | Resoconto |
| 1995 | 23 aprile    | 2   | Rusty Wallace    | Penske Racing               | Ford       | 356      | 187.2    | 2:35:44 | 72.145 | Resoconto |
| 1996 | 21 aprile    | 2   | Rusty Wallace    | Penske Racing               | Ford       | 500      | 263      | 3:13:50 | 81.410 | Resoconto |
| 1997 | 20 aprile    | 24  | Jeff Gordon      | Hendrick Motorsports        | Chevrolet  | 500      | 263      | 3:44:19 | 70.347 | Resoconto |
| 1998 | 20 aprile    | 4   | Bobby Hamilton   | Morgan-McClure Motorsports  | Chevrolet  | 500      | 263      | 3:43:10 | 70.709 | Resoconto |
| 1999 | 18 aprile    | 43  | John Andretti    | Petty Enterprises           | Pontiac    | 500      | 263      | 3:28:35 | 75.653 | Resoconto |
| 2000 | 9 aprile     | 6   | Mark Martin      | Roush Racing                | Ford       | 500      | 263      | 3:41:45 | 71.161 | Resoconto |
| 2001 | 8 aprile     | 88  | Dale Jarrett     | Robert Yates Racing         | Ford       | 500      | 263      | 3:42:53 | 70.799 | Resoconto |
| 2002 | 14 aprile    | 18  | Bobby Labonte    | Joe Gibbs Racing            | Pontiac    | 500      | 263      | 3:33:23 | 73.951 | Resoconto |
| 2003 | 13 aprile    | 24  | Jeff Gordon      | Hendrick Motorsports        | Chevrolet  | 500      | 263      | 3:28:51 | 75.557 | Resoconto |
| 2004 | 18 aprile    | 2   | Rusty Wallace    | Penske Racing               | Dodge      | 500      | 263      | 3:51:29 | 68.169 | Resoconto |
| 2005 | 10 aprile    | 24  | Jeff Gordon      | Hendrick Motorsports        | Chevrolet  | 500      | 263      | 3:38:52 | 72.099 | Resoconto |
| 2006 | 2 aprile     | 20  | Tony Stewart     | Joe Gibbs Racing            | Chevrolet  | 500      | 263      | 3:36:56 | 72.741 | Resoconto |
| 2007 | 1 aprile     | 48  | Jimmie Johnson   | Hendrick Motorsports        | Chevrolet  | 500      | 263      | 3:44:36 | 70.258 | Resoconto |
| 2008 | 30 marzo     | 11  | Denny Hamlin     | Joe Gibbs Racing            | Toyota     | 500      | 263      | 3:35:41 | 73.163 | Resoconto |
| 2009 | 29 marzo     | 48  | Jimmie Johnson   | Hendrick Motorsports        | Chevrolet  | 500      | 263      | 3:27:48 | 75.938 | Resoconto |
| 2010 | 29 marzo     | 11  | Denny Hamlin     | Joe Gibbs Racing            | Toyota     | 508      | 267.2    | 3:39:05 | 73.180 | Resoconto |
| 2011 | 3 aprile     | 29  | Kevin Harvick    | Richard Childress Racing    | Chevrolet  | 500      | 250      | 3:32:41 | 74.195 | Resoconto |
| 2012 | 1 aprile     | 39  | Ryan Newman      | Stewart-Haas Racing         | Chevrolet  | 515      | 270.8    | 3:26:12 | 78.823 | Resoconto |
| 2013 | 7 aprile     | 48  | Jimmie Johnson   | Hendrick Motorsports        | Chevrolet  | 500      | 263      | 3:38:58 | 72.066 | Resoconto |
| 2014 | 30 marzo     | 41  | Kurt Busch       | Stewart-Haas Racing         | Chevrolet  | 500      | 263      | 3:38:38 | 72.176 | Resoconto |
| 2015 | 29 marzo     | 11  | Denny Hamlin     | Joe Gibbs Racing            | Toyota     | 500      | 263      | 3:49:13 | 68.843 | Resoconto |
| 2016 | 3 aprile     | 18  | Kyle Busch       | Joe Gibbs Racing            | Toyota     | 500      | 263      | 3:17:02 | 80.088 | Resoconto |
| 2017 | 2 aprile     | 2   | Brad Keselowski  | Team Penske                 | Ford       | 500      | 263      | 3:44:59 | 70.139 | Resoconto |
| 2018 | 26 marzo     | 14  | Clint Bowyer     | Stewart-Haas Racing         | Ford       | 500      | 263      | 3:13:14 | 81.663 | Resoconto |
| 2019 | 24 marzo     | 2   | Brad Keselowski  | Team Penske                 | Ford       | 500      | 263      | 3:21:54 | 78.158 | Resoconto |
| 2020 | 10 giugno    | 19  | Martin Truex Jr. | Joe Gibbs Racing            | Toyota     | 500      | 263      | 3:23:56 | 77.378 | Resoconto |
| 2021 | 10/11 aprile | 19  | Martin Truex Jr. | Joe Gibbs Racing            | Toyota     | 500      | 263      | 3:54:25 | 67.316 | Resoconto |
| 2022 | 9 aprile     | 24  | William Byron    | Hendrick Motorsports        | Chevrolet  | 403      | 211.9    | 2:40:30 | 79.244 | Resoconto |
| 2023 | 16 aprile    | 5   | Kyle Larson      | Hendrick Motorsports        | Chevrolet  | 400      | 210.4    | 2:50:35 | 74.005 | Resoconto |
| 2024 | 7 aprile     | 24  | William Byron    | Hendrick Motorsports        | Chevrolet  | 415      | 218.2    | 2:52:07 | 76.096 | Resoconto |

### Piloti plurivincitori
| Vittorie | Pilota           | Anni vinti                                           |
| -------- | ---------------- | ---------------------------------------------------- |
| 9        | Richard Petty    | 1960, 1962, 1963, 1967, 1969, 1971, 1972, 1975, 1979 |
| 5        | Darrell Waltrip  | 1976, 1978, 1980, 1983, 1989                         |
| 5        | Rusty Wallace    | 1993, 1994, 1995, 1996, 2004                         |
| 3        | Cale Yarborough  | 1968, 1974, 1977                                     |
| 3        | Dale Earnhardt   | 1987, 1988, 1991                                     |
| 3        | Jeff Gordon      | 1997, 2003, 2005                                     |
| 3        | Jimmie Johnson   | 2007, 2009, 2013                                     |
| 3        | Denny Hamlin     | 2008, 2010, 2015                                     |
| 2        | Curtis Turner    | 1950, 1951                                           |
| 2        | Buck Baker       | 1956, 1957                                           |
| 2        | Lee Petty        | 1953, 1959                                           |
| 2        | Fred Lorenzen    | 1964, 1965                                           |
| 2        | Jim Paschal      | 1954, 1966                                           |
| 2        | Harry Gant       | 1982, 1985                                           |
| 2        | Geoffrey Bodine  | 1984, 1990                                           |
| 2        | Mark Martin      | 1992, 2000                                           |
| 2        | Brad Keselowski  | 2017, 2019                                           |
| 2        | Martin Truex Jr. | 2020, 2021                                           |
| 2        | William Byron    | 2022, 2024                                           |

### Teamplurivincitori
| Vittorie | Team                        | Anni vinti                                                             |
| -------- | --------------------------- | ---------------------------------------------------------------------- |
| 12       | Petty Enterprises           | 1953, 1959, 1960, 1962, 1963, 1967, 1969, 1971, 1972, 1975, 1979, 1999 |
| 11       | Hendrick Motorsports        | 1984, 1989, 1997, 2003, 2005, 2007, 2009, 2013, 2022, 2023, 2024       |
| 8        | Joe Gibbs Racing            | 2002, 2006, 2008, 2010, 2015, 2016, 2020, 2021                         |
| 7        | Team Penske                 | 1993, 1994, 1995, 1996, 2004, 2017, 2019                               |
| 4        | Richard Childress Racing    | 1987, 1988, 1991, 2011                                                 |
| 3        | Holman-Moody                | 19611, 1964, 1965                                                      |
| 3        | DiGard Motorsports          | 1976, 1978, 1980                                                       |
| 3        | Junior Johnson & Associates | 1977, 1983, 1990                                                       |
| 3        | Stewart-Haas Racing         | 2012, 2014, 2018                                                       |
| 2        | John Eanes                  | 1950, 1951                                                             |
| 2        | Carl Kiekhaefer             | 1955, 1956                                                             |
| 2        | Wood Brothers Racing        | 1968, 1973                                                             |
| 2        | Mach 1 Racing               | 1982, 1985                                                             |
| 2        | RFK Racing                  | 1992, 2000                                                             |

### Costruttori vittorie
| Vittorie | Costruttori | Anni vinti |
| -------- | ----------- | --- |
| 29       | Chevrolet   | 1957, 1958, 1974, 1976, 1977, 1978, 1979, 1980, 1983, 1984, 1985, 1987, 1988, 1989, 1991, 1997, 1998, 2003, 2005, 2008, 2007, 2009, 2011, 2012, 2013, 2014, 2022, 2023 |
| 14       | Ford        | 1964, 1965, 1969, 1986, 1990, 1992, 1994, 1995, 1996, 2000, 2001, 2017, 2018, 2019                                                                                     |
| 7        | Plymouth    | 1960, 1962, 1963, 1966, 1967, 1971, 1972 |
| 6        | Toyota      | 2008, 2010, 2015, 2016, 2020, 2021 |
| 5        | Pontiac     | 1961, 1981, 1993, 1999, 2002 |
| 5        | Dodge       | 1953, 1956, 1970, 1975, 2004 |
| 4        | Oldsmobile  | 1950, 1951, 1954, 1959 |
| 2        | Mercury     | 1968, 1973 |